# Kvantkryptering
Kvantkryptering är de tekniker inom kryptologi som använder de speciella egenskaperna hos kvantmekaniska system för att skydda transport av information. Teoretiskt sett är kvantkryptering helt omöjlig att forcera, om de fysiska lagarna som kvantmekaniken bygger på är korrekta. Tekniken är fortfarande i ett utvecklingsstadium, men färdiga system för kvantkryptering finns kommersiellt tillgängliga.

## Nyckeldistribution
Inom kryptering används en så kallad kryptonyckel för att koda och avkoda meddelanden – en metod som berättar hur ett kodat meddelande ska behandlas för att åter bli läsbart. Om en nyckel bara används en gång är det möjligt att koda meddelanden så att det är omöjligt för utomstående att tolka meddelandet. (Se enkelt exempel nedan.) Mycket av kryptografi handlar därför om att dela ut kodnycklar på ett säkert eller smart sätt. Kvantkryptering erbjuder ett absolut säkert sätt att dela ut nycklar.
För att skicka kodnycklar används inom kvantkryptografi oftast fotoner, där fotonernas polarisering representerar nollor och ettor (motsvarande exempelvis horisontell eller vertikal polarisering). För att använda kvantkryptering krävs att sändare och mottagare av data har tillgång till var sin halva av kvantmekaniskt sammankopplade fotoner, skapade på ett sätt som garanterar att de båda halvorna har olika polarisering – men utan att det bestämts i förväg vilken polarisering som hör till vilken halva av fotoner.
Själva nyckeldistributionen sker genom att de två parterna (enligt tradition heter de Alice och Bob) delar exempelvis 1000 sammankopplade fotoner, och var och en för sig mäter fotonernas polarisering. Därefter berättar de öppet för varandra i klartext vilken polarisering de, säg, första 100 fotonerna har. Om någon utomstående har avläst den ena strömmen med fotoner har polariseringen på dessa påverkats, vilket Alice och Bob då kan upptäcka. I sådant fall görs proceduren om, tills de inte längre är avlyssnade. Därefter använder de mätresultaten från de återstående 900 fotonerna som krypteringsnyckel. Denna nyckel känner endast Alice och Bob till. (Detta kan till exempel göras genom att (1) översätta budskapet till 900 ettor och nollor, och (2) byta varje siffra i meddelandet där motsvarande siffra i krypteringsnyckeln är en etta. Resultatet blir en följd av ettor och nollor som ter sig slumpmässiga för en utomstående, men enkelt går att avläsa för Alice och Bob.)
Exemplet ovan är mest till för att illustrera principen med överföring av fotoner; meddelandet går faktiskt att avlyssna (till exempel genom att tjuvlyssna på båda strömmarna av fotoner, och skicka ut nya fotoner med samma polarisering). För att göra kvantkryptering absolut säkert krävs att man gör nytta av Bells teorem, vilket kan användas som test för att se om två eller flera fotoner faktiskt är kvantmekaniskt sammankopplade.
För att skicka kodnycklar med absolut säkerhet behöver de två parterna växla slumpvis mellan att mäta polarisering lodrätt/vågrätt och diagonalt. Efter överföringen av fotoner berättar de två deltagarna öppet vilka polariseringsriktningar de använde i sina mätningar. Sedan jämför de ett antal av de mätningar där de hade olika mätriktningar – här kan nämligen Bells teorem avslöja om fotonerna blivit störda på vägen. Om inte så kan Alice och Bob lugnt skapa en krypteringsnyckel utifrån resultaten från de fall där de hade samma mätriktningar, och vara säkra på att endast de känner till nyckeln och de data som ligger till grund för den.
Just att fotonerna måste vara sammankopplade sätter gränser för hur långt ifrån varandra Alice och Bob kan vara, rent geografiskt. Teoretiskt kan två fotoner vara sammankopplade på hur långt avstånd som helst, men i praktiken störs fotoner när de passerar genom luft eller optiska fibrer. Dessa störningar fungerar som kvantmekaniska mätningar, och Bells teorem blir oanvändbart. I praktiken används störningskompenserande metoder för att kompensera att små delar av fotonsignalerna faller bort över längre avstånd.